# سيباستياو سالجادو
سيباستياو سالجادو (بالبرتغالية: Sebastião Salgado‏) (8 فبراير 1944 – 23 مايو 2025) هو مصور برازيلي، اشتهر بالتصوير الوثائقي الاجتماعي. سافر لأكثر من 100 دولة حول العالم للتصوير واختارته اليونيسيف ليكون سفيرا للنوايا الحسنة.

## روابط خارجية
- سيباستياو سالجادو على موقع IMDb (الإنجليزية)
- سيباستياو سالجادو على موقع الموسوعة البريطانية (الإنجليزية)
- سيباستياو سالجادو على موقع مونزينجر (الألمانية)
- سيباستياو سالجادو على موقع ديسكوغز (الإنجليزية)
- سيباستياو سالجادو على موقع قاعدة بيانات الفيلم (الإنجليزية)